# دیدار ابوالهول و ناپلئون
دیدار ابوالهول و ناپلئون (انگلیسی: Bonaparte Before the Sphinx، فرانسوی: Bonaparte devant le Sphinx‎) یک نقاشی کشیده شده در سال ۱۸۸۶ اثر هنرمند فرانسوی ژان-لئون ژروم می‌باشد. همچنین به نام ادیپ (Œdipe) نیز شناخته می‌شود. نقاشی، ناپلئون بناپارت را نشسته بر اسبش در مقابل ابوالهول بزرگ جیزه با ارتشش در پشت سرش نشان می‌دهد.
این نقاشی در سالن پاریس ۱۸۸۶ تحت عنوان « Œdipe، بیداری افسانه ادیپ و ابوالهول » (en) ارائه شد و  همچنین ناپلئون در مقابل ابوالهول را به عنوان یک موضوع هنری معروف کرد.. این نقاشی در قصر هرست نگهداری می‌شود.